# Ульгили (Мактааральский район)
Ульгили (каз. Үлгілі) — село в Мактааральском районе Туркестанской области Казахстана. Входит в состав сельского округа Аязхана. Код КАТО — 514483700.

## Население
В 1999 году население села составляло 504 человека (239 мужчин и 265 женщин). По данным переписи 2009 года, в селе проживало 557 человек (282 мужчины и 275 женщин).